# Wiktor Jewsiukow
Wiktor Aleksandrowicz Jewsiukow ros. Виктор Александрович Евсюков (ur. 6 października 1956 w Doniecku) – pochodzący z Ukrainy lekkoatleta specjalizujący się w rzucie oszczepem, który początkowo reprezentował Związek Radziecki, a następnie Kazachstan.
Brązowy medalista mistrzostw Europy w Stuttgarcie (1986) i wicemistrz świata z Rzymu (1987). W 1988 podczas igrzysk olimpijskich w Seulu zajął 5. miejsce. 
Rekordy życiowe: 93,70 w 1985 starym modelem oszczepu i 85,16 w 1987 nowym modelem (wynik ten uzyskał w Karl-Marx-Stadt i jest on aktualnym rekordem Kazachstanu).